# Uncialskrift

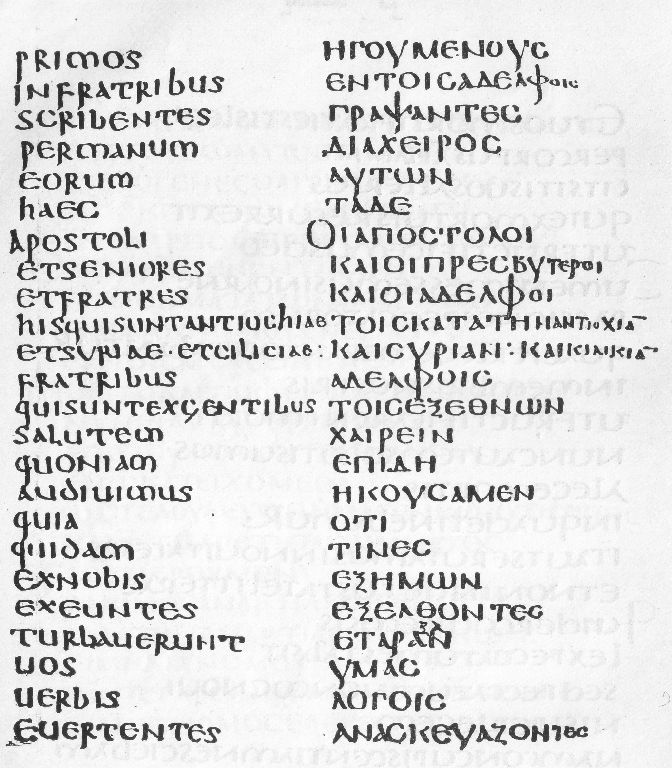
Ett avsnitt ur Codex Laudianus från 600-talet med samma text på latin och grekiska i parallella kolumner. Oxford, Bodleian Library, Acts 15:22-24.

Uncialskrift (av latin: uncia, "tolftedel") är en bokskrift med majuskelkaraktär som uppkom omkring 150 e.Kr. och var i allmänt bruk i romerska manuskript på latin och bysantinska på grekiska under senantiken och tidig medeltid, d.v.s. från 200-talet till 700-talet, i senare varianter över hela Europa samt för rubriker, överskrifter och titlar fram till 1200-talet.
Uncialskriften utvecklades ur och sedermera ersatte romersk kursiv- och kapitalskrift. Sedan pergament ersatt papyrus som skrivunderlag visade sig uncialskriften med sina rundare former och sitt universalalfabet vara en snabbare handskrift. Innan minuskelskriften utvecklades var det den dominerande bokskriften vid alla skrivcentra över hela Europa och kom att utvecklas i många olika regionala varianter. 
Långt in på 1900-talet har den dock fortsatt att användas för titlar, inskriptioner och i andra "officiella" sammanhang, i synnerhet på Irland och i Skottland.

## Etymologi och användning
|  |
|  |

Förledet "uncial":s exakta betydelse är inte helt klar. Förmodligen kommer ordet från Hieronymus förord till Jobs bok där det förekommer på formen uncialibus. Detta kan antingen vara en misstolkning av inicialibus, vilket i så fall skulle betyda att Hieronymus syftade på anfangen som inleder styckena i skriften, eller också kan det syfta på att bokstäverna upptog en tolftedel av en rad i manuskriptet eller, möjligen, kostnaden för bläcket eller guldet och silvret i manuskriptet.
Begreppet uncial avseende ämnet för denna artikel användes först av Jean Mabillion i början av 1700-talet och hans definition utvecklades av Scipione Maffei som ville förtydliga skillnaden mellan uncialskrift och romersk kvadratisk kapitalskrift.
I vissa sammanhang talar man också om ett manuskript vars text skrivits med uncialskrift som "en uncialskrift", i allmänhet för att förtydliga att inte minuskler använts. Några välkända sådan grekiska "uncialskrifter" är: Codex Sinaiticus, Codex Vaticanus, Codex Alexandrinus, Codex Bezae och Codex Petropolitanus. Av dessa anses ofta Petropolitanus med sina stora bokstäver som den optimala uncialskriften. 
Det som brukar kallas halvuncialskrift har fått sitt namn efter uncialskriften eftersom man trott att den utvecklats ur den. Halvuncialen är en minuskelskrift som dock starkt påminner om en majuskelskrift.

## Utveckling
Den unga uncialskriften utvecklades förmodligen från den sena romerska kursivskriften. De tidigaste formerna utmärks av bokstäver tecknade med ett enda brett penndrag. Dessa skrivteckens runda former utnyttjade de nya fina pergament- och velängytorna för att slippa ifrån de kantiga bokstäver tecknade med flera penndrag som var nödvändiga på papyrusbladens skrovliga yta. 
I de äldsta bevarade manuskripten, som till exempel De bellis macedonicis på British Library, är bokstäverna inte förbundna och orden heller inte separerade, något som annars är utmärkande för senare uncialskrift. Det finns omkring 500 kvarvarande manuskript i uncialskrift, vilket gör det till den vanligaste bokskriften före den karolingiska renässansen.
Genom den utveckling som uncialskriften genomgick genom seklen blev skrivtecknen allt mer komplexa och, med början omkring 600 blev snirklar och överdrifter vanliga i manuskripten. Först alternerades staplarna och underhängen, följt av vridningar på skrivverktygen och överlappningar. Då den mer kompakta minuskelskriften uppstod omkring 800 utgjorde flera av uncialskriftens varianter grunden till dess förenklade, mindre skrivtecken. Uncialskriften fortsatte dock att användas framför allt för avskrifter av Bibeln innan den gradvis togs ur bruk 900-1000. 
De mycket varierande formerna av utvecklad latinsk uncialskrift från 600-1000 som brukar läras ut i modern kalligrafiundervisning lånar också mycket från olika kursivskrifter med utsmyckningar, varierande pennbredd och ibland till och med lutande axlar.
På samma vis som gotiska typsnitt använts för skriven tyska långt inpå 1900-talet, har olika varianter av uncialskrift helt dominerat i typografin på de gaeliska språken, som iriska och skotsk gaeliska, långt in på 1950-talet. Än idag är det vanligen uncialskrift som används för titlar, inskrifter på monument och i andra "officiella" sammanhang.

## Grundläggande former
|               | Trots uncialskriftens stora utbredning och långa utvecklingstid har dess olika varianter flera gemensamma kännetecken:                                                                          |
| m, n, u       | Relativt breda, m bildas med krökta penndrag (ett inledande rakt penndrag kan antyda att det rör sig om ett äldre manuskript), n är skrivet som ett litet N för att särskilja det från r och s. |
| f, i, p, s, t | Relativt smala |
| e             | Bildas genom ett böjd penndrag, dess arm (hasta) är inte förbundet med den övre kurvan; armens vertikala läge sänktes med tiden från den övre kurvan mot mitten.                                |
| l             | Har en smal fot utan serif åt höger. |
| r             | Med ett långt böjt ben som ofta förbinder bokstaven med nästa. |
| s             | Liknar och är stamfader till långt s (ſ, ſ) och liknar alltså snarare r än f |

I yngre uncialskrift är bokstäverna ofta skrivna lite på en höft. Till exempel kan ett dubbelt l vara ihopskrivna i baslinjen, bågarna i till exempel b, p och r sitter ofta inte ihop med grundstrecket och skriften som helhet ger ofta ett mindre rent intryck än i äldre manuskript.

## Variationer

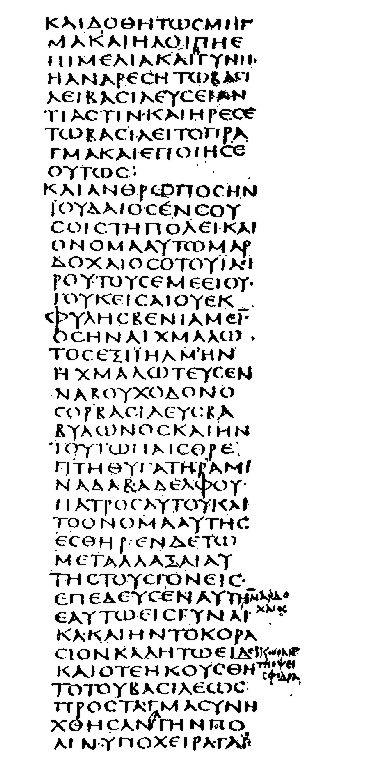
En sida ur Codex Sinaiticus i bysantinsk uncialskrift, Esters bok 2:3-8.

Eftersom uncialskriften brukades under lång tid och över ett mycket stort område uppstod ett antal lokala varianter:
| Afrikansk uncialskrift (dvs romersk, nordafrikansk)            | Mer kantig än övriga varianter, bågen i bokstaven a kan vara särskilt spetsig. |
| Bysantinsk uncialskrift                                        | Två särdrag: För b och d användes former under 300- och 400-talen som ligger närmare halvuncialskrift. Under 400- och 500-talen var b dubbelt så bred som övriga bokstäver och r hade en axel som räckte ned till baslinjen och ett grundstreck med underhäng. |
| Italiensk uncialskrift                                         | Runda tecken som c, e, o är plattare upptill; a har en spetsig båge (som i den afrikanska varianten); d har ett snarare horisontellt än vertikalt grundstreck; och delade avslutningar (dvs serifer i f, l, t och s). |
| Insulär uncialskrift (ska ej sammanblandas med insulär skrift) | Vanligen med tydligt åtskilda ord där i sammankopplas med m och h i slutet av orden. Accentuerade betonade stavelser (vilket förmodligen beror på att engelska och iriska inte är latinska språk). Kilformade finaler och ofta med dekorationer i form av djur och punkter. Unikt är de s.k. insulära förkortningarna, helt egna tecken som inte finns i något av de andra varianterna. |
| Merovingisk uncialskrift (eller fransk)                        | Använder sig av tunna underhäng i bokstäver som g, p etc; ett x där linjerna korsar varandra över mitten; och a och d med ett krökt grundstreck. Dessutom är dekorationer i form av fiskar, träd och fåglar vanliga. |